# Thomas Hagen
Thomas Richard Hagen (ur. 5 lipca 1950 w Wettingen) – szwajcarski bobsleista, olimpijczyk.
W 1973 zdobył we włoskiej miejscowości Breuil-Cervinia srebrny medal mistrzostw Europy w bobslejach w konkurencji czwórek. Podczas zimowych igrzysk olimpijskich w Innsbrucku (1976) wystąpił w dwóch konkurencjach zawodów bobslejowych: w dwójkach (osada SUI-II) zajął 10. miejsce, natomiast w czwórkach (osada SUI-I) – 9. miejsce. 